# L'Excursion (film)
Pour les articles homonymes, voir L'Excursion.
Pour plus de détails, voir Fiche technique et Distribution.
L’Excursion (grec moderne : H Εκδρομή, I Ekdromí) est un film grec réalisé par Takis Kannelopoulos et sorti en 1966. Il fut présenté au Festival du cinéma grec de Thessalonique cette même année. Il reçut le prix de meilleure image et une récompense d'honneur. L'Union des Critiques de cinéma d'Athènes lui accorda pour 1966 les prix de meilleure actrice et meilleure musique originale.

## Synopsis
Dans une ville frontière d'un pays indéterminé mais en guerre, Irini ( Lily Papagianni), la femme du lieutenant Kostas (Angelos Antonopoulos) a une liaison avec un caporal ami de son mari, Stratos (Kostas Karagiorgis). Un jour, Kostas est gravement blessé. Stratos ment à Irini en lui apprenant la mort de son mari et en lui offrant de fuir avec lui. Bien qu'elle connaisse la vérité, Irini accepte de suivre son amant qui déserte. Poursuivis par un contingent de l'armée, ils tentent de passer la frontière. Ils sont rattrapés, encerclés et tués.

## Fiche technique
- Titre : L'Excursion
- Titre original : grec moderne : H Εκδρομή (I Ekdromí)
- Réalisation : Takis Kannelopoulos
- Scénario : Yorgos Kitsopoulos
- Production : Kostas Kannelopoulos
- Directeur de la photographie : Syrakos Danalis
- Montage : Takis Kannelopoulos
- Musique : Nikos Mamangakis
- Pays d'origine : Grèce
- Genre : drame
- Format : 35 mm noir et blanc
- Durée : 87 minutes
- Date de sortie : 1966

## Distribution
- Lily Papagianni (el)
- Angelos Antonopoulos (el)
- Kostas Karagiorgis (el)
- Kostas Lachas (el)
- Popi Paschalidou
- Nikos Papadopoulos (el)